# Marcha Negra
La Marcha Negra es el nombre que recibió una acción sindical protagonizada por los mineros de la Minero Siderúrgica de Ponferrada (MSP), en el marco de una serie de huelgas y protestas mineras en España en 1992, y que consistió en una marcha pacífica a pie de 500 mineros desde Villablino (Laciana, León) hasta Madrid. 

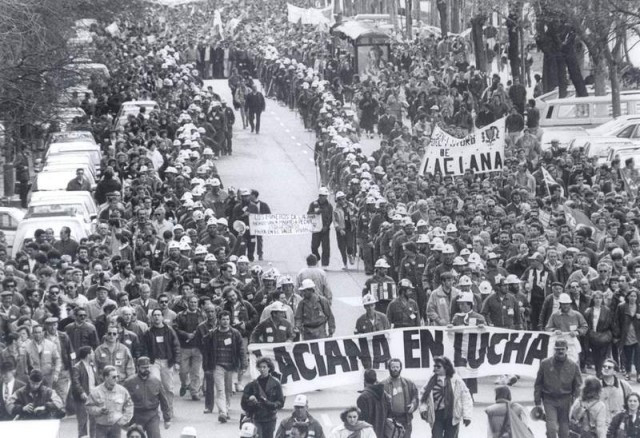

## El origen del conflicto y primeras movilizaciones
El conflicto en Laciana se origina con la aplicación de las políticas de Reconversión de la Minería aplicadas por el gobierno socialista de Felipe González desde finales de la década de 1980. La construcción de un Lavadero de Carbón en las inmediaciones del barrio de Colominas, unido a una mala política empresarial que acumulaba una deuda de 17.000 millones de pesetas con Hacienda, Seguridad Social y proveedores, llevan a la dirección de la MSP a plantear la necesidad de cerrar el Pozo María, con un despido temporal de algunos trabajadores, despido definitivo de otros y recolocación en otros grupos mineros del resto de la plantilla del Pozo. Los sindicatos (CCOO, UGT, USO y Asociación de Vigilantes), se niegan a aceptar unas estas medidas, donde los trabajadores pagan la mala gestión del empresario.
Las movilizaciones se inician con la declaración de la Huelga en la MSP, que se traduce en cortes de carreteras, manifestaciones en León, Villablino, Madrid,... Ante este tipo de movilizaciones, se produce una contundente respuesta de la Guardia Civil, que envía a los antidisturbios y se producen auténticas batallas campales, con durísimos enfrentamientos entre mineros y antidisturbios que se saldan con múltiples heridos, varias detenciones y numerosos destrozos materiales.

## Los encerrados en el Pozo Calderón
Visto la dureza de los enfrentamientos, y después de varias reuniones, los dirigentes sindicales locales deciden encerrarse en el Pozo Calderón como una nueva medida de presión para la Administración. Los encerrados eran: Luciano Leiguarda, Guillermo Murias, Adolfo Bernardo, José Manuel Bruzos, Manuel Lastra, Alfredo García, Enrique Pancorbo y José Luis Lago. Desde allí, a 400 m de profundidad en uno de los talleres del Pozo Calderón, los dirigentes sindicales apoyan las medidas que sus compañeros realizan en la superficie. Así permanecerán 51 días, en uno de los encierros más largos del sindicalismo, en condiciones durísimas de humedad, ruido, ausencia de luz,... Sus compañeros se ocuparán del suministro de alimentos y de darles ánimos constantemente. 
Mientras, continúan las movilizaciones, con cortes de carretera y manifestaciones. Pero se gesta entre los sindicatos una nueva acción pacífica que pasará a la Historia del Sindicalismo español: la Marcha Negra.

## La Marcha Negra
Desde los sindicatos, se plantea una nueva iniciativa: una marcha a pie desde Villablino hasta Madrid, que culminaría delante del Ministerio de Industria. Aunque en un principio la medida no recibió grandes apoyos, progresivamente se fue consolidando y se conformó una lista de 500 mineros que irían andando a Madrid vestidos con el atuendo de la mina: mono y casco.

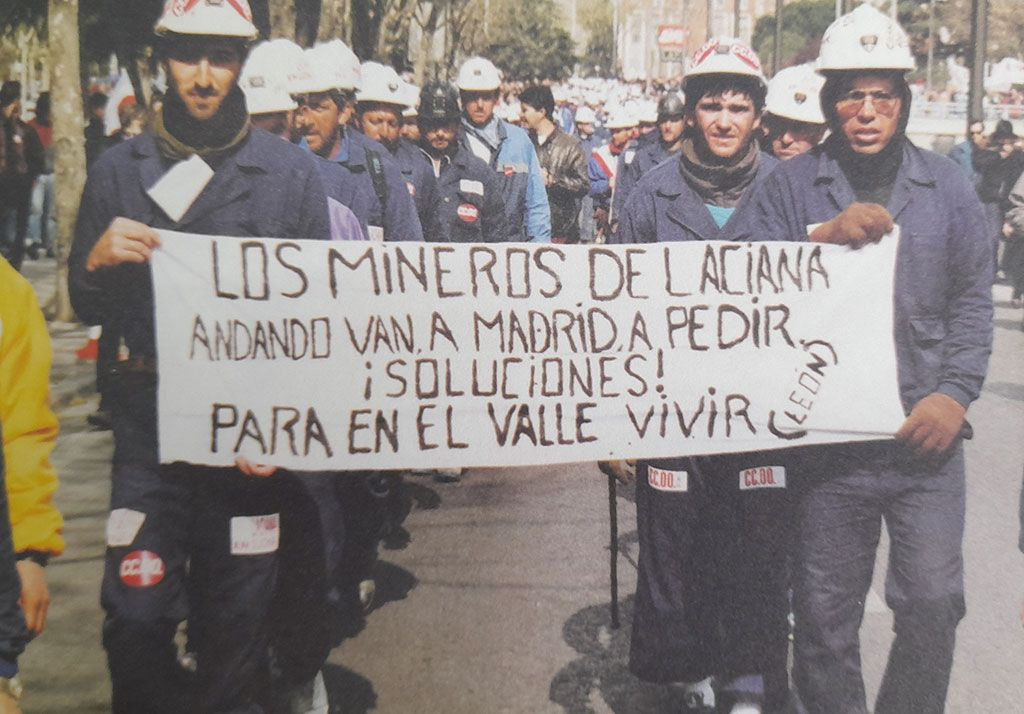

El 8 de marzo se inicia la Marcha de 500 mineros, representantes de una plantilla de 2670. El itinerario se organiza en 18 etapas:
- 8 de marzo: Villablino-Toreno con 40km
- 9 de marzo: Toreno-Ponferrada con 20 km
- 10 de marzo: Ponferrada-Torre del Bierzo con 30km
- 11 de marzo: Torre del Bierzo- Astorga con 35 km
- 12 de marzo: Astorga- La BAñeza con 23 km
- 13 de marzo: La Bañeza-Benavente con 40km
- 14 de marzo: Benavente- Villalpando con 25km
- 15 de marzo: Villalpando-Medina de Rioseco con 31 km
- 16 de marzo: Medina de Rioseco-Valladolid con 40km
- 17 de marzo: Valladolid-Tordesillas con 30 km
- 18 de marzo: Tordesillas-Medina del Campo con 20 km
- 19 de marzo: Medina del Campo- Arévalo con 33km
- 20 de marzo: Arévalo- San Chidrián con 26km
- 21 de marzo: San Chidrián- Villacastín con 30km
- 22 de marzo: Villacastín- San Rafael con 21km
- 23 de marzo: San Rafael- Villalba con 22km
- 24 de marzo: Villalba- Aravaca con 30km
- 25 de marzo: Aravaca- Madrid con 6 km
La Marcha finaliza con una manifestación de más de 15.000 personas en Madrid, en la que se escuchan gritos como "¡Aquí están, éstos son, los que pican el carbón!", "Madrid entero está con los mineros", "Aranzadi dimisión", "Laciana se defiende luchando",... Sin embargo, en una decisión cuestionable, el ministro de industria Aranzadi decide no recibir a los representantes de los trabajadores, al no existir una "cita previa", lo que supone un rechazo por parte de los manifestantes.
Sin embargo, la presión ejercida motiva el inicio de negociaciones que supondrán el mantenimiento del Pozo María con su plantilla, entre otras medidas. Posteriormente, la negociación de Planes de Carbón supondrá la aplicación de prejubilaciones, de reducción progresiva de la plantilla y de cierre de varios grupos, incluido el mítico Pozo María.
Pero a pesar de todo, la Marcha Negra seguirá siendo un referente de la lucha sindical española.
A su llegada a Laciana tras la marcha a Madrid, en un día de nieve y frío, los mineros se concentraron en el Pozo Calderón para "sacar" a sus compañeros encerrados y poner fin al conflicto de más de dos meses.